# Samechovský vodopád
Samechovský vodopád leží na nepojmenovaném přítoku Sázavy v přírodní rezervaci Ve Studeném. Nalézá se v hluboce zaříznutém údolí, bezejmenná vodoteč překonává tři stupně, které jsou vysoké 2.5 m, 2.5 m a 1.7 m, první a druhý stupeň jsou vzdáleny 5 m, mezi druhým a třetím stupněm je vzdálenost jeden metr. Potok pokračuje propustkem pod železniční tratí a vlévá se z levé strany do Sázavy. Průměrný průtok je 10 l/s.
V blízkosti prochází železniční trati Čerčany – Světlá nad Sázavou. K vodopádu nevedou značené turistické cesty, je dostupný od zastávky Stříbrná Skalice po tělese trati nebo sestupem z lesní cesty do údolí. Leží v bezzásahové zóně národní přírodní rezervace.

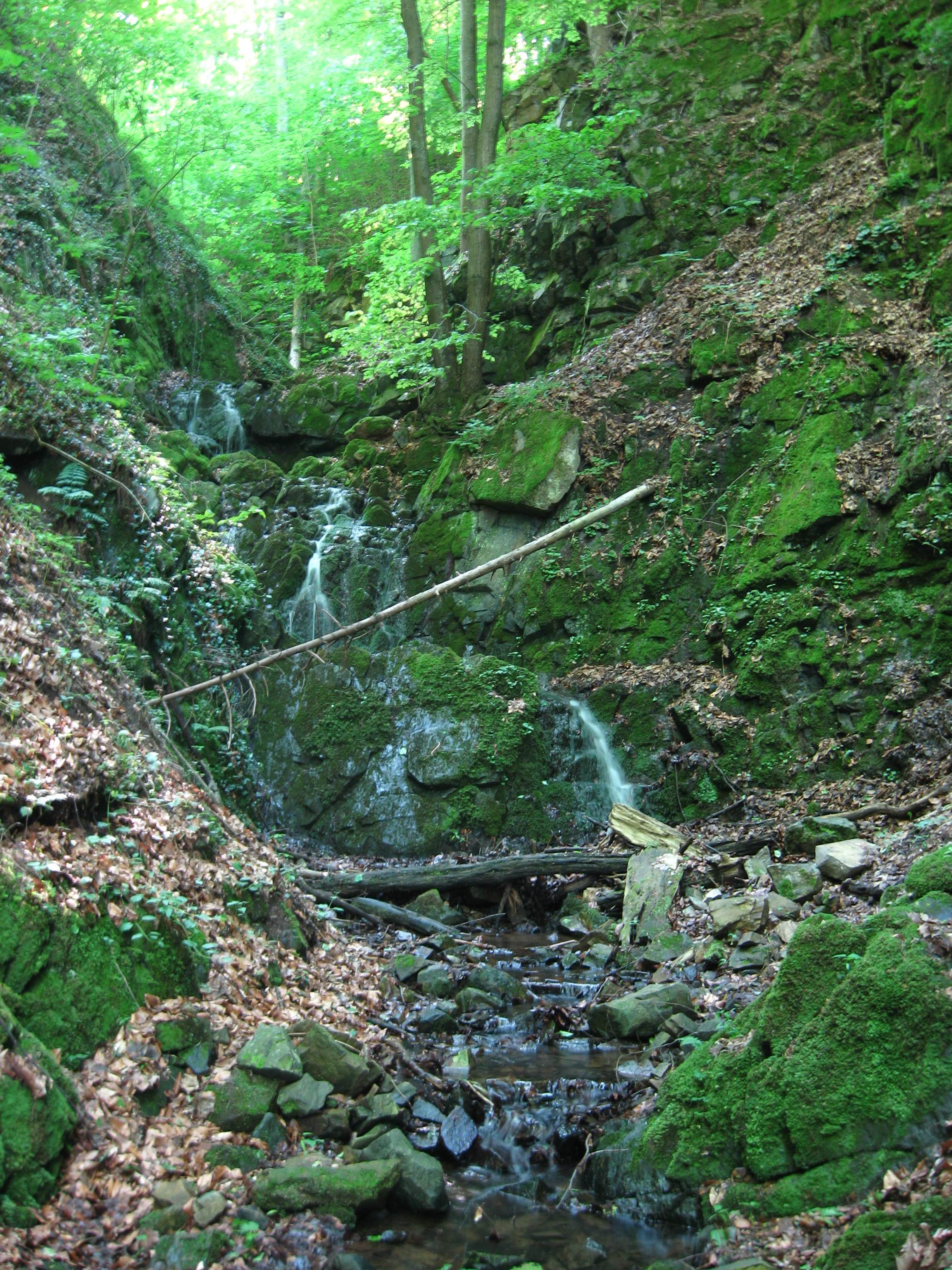
Samechovský vodopád
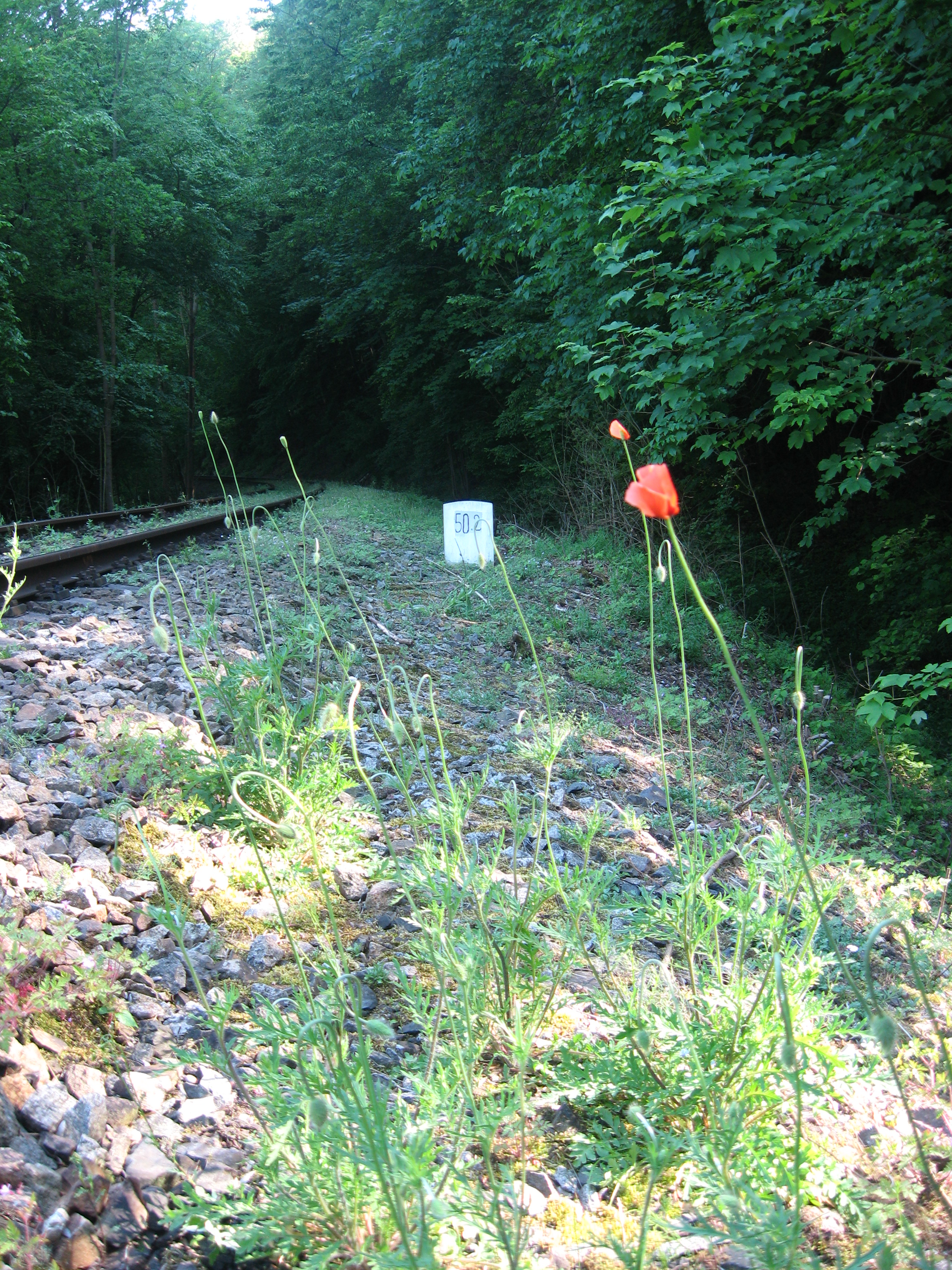
mezi kilometrovníkem 50,2
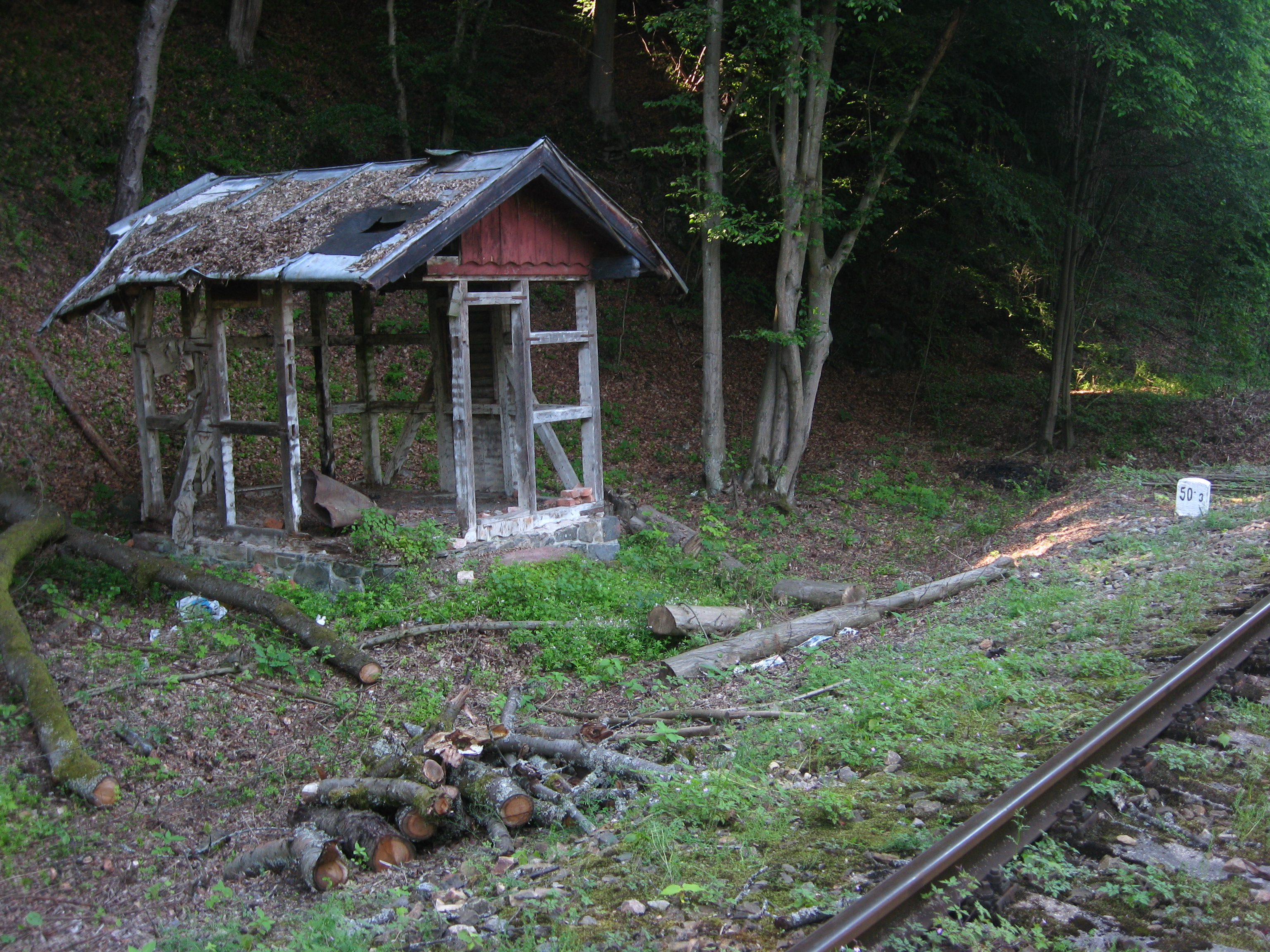
a 50,3
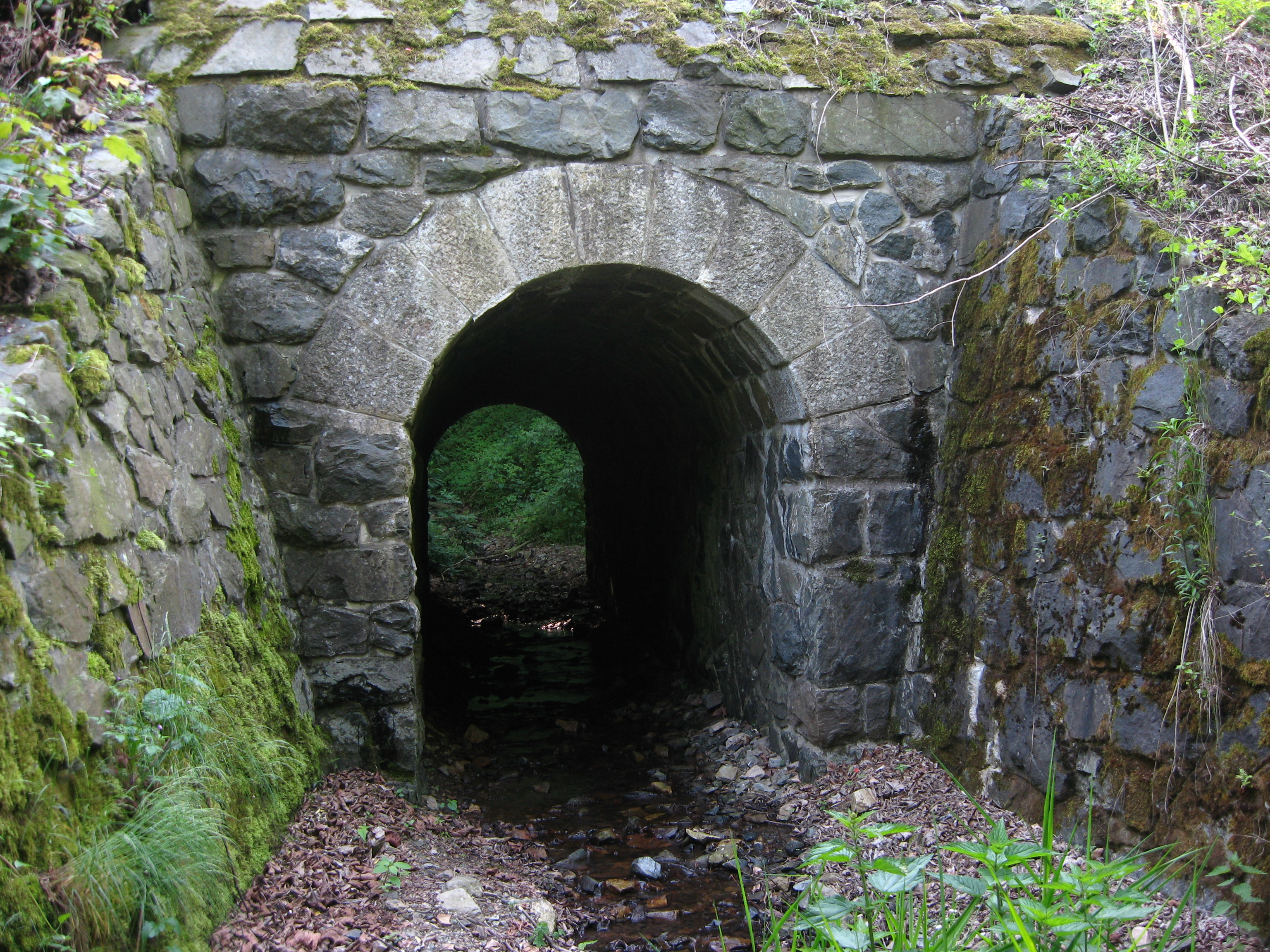
protéká propustkem pod železniční tratí